# Heiligen Geest- of Cornelis Spronghof
Het Heilige(n) Geesthofje (of: Cornelis Spronghofje) is een gesloten hofje in de Nederlandse stad Leiden. Het hofje bevindt zich op de hoek van de Doezastraat met het Rapenburg en heeft als adres Doezastraat 1a. Het Heilige Geesthofje is een rijksmonument en maakt deel uit van het beschermde stadsgezicht.

## Geschiedenis

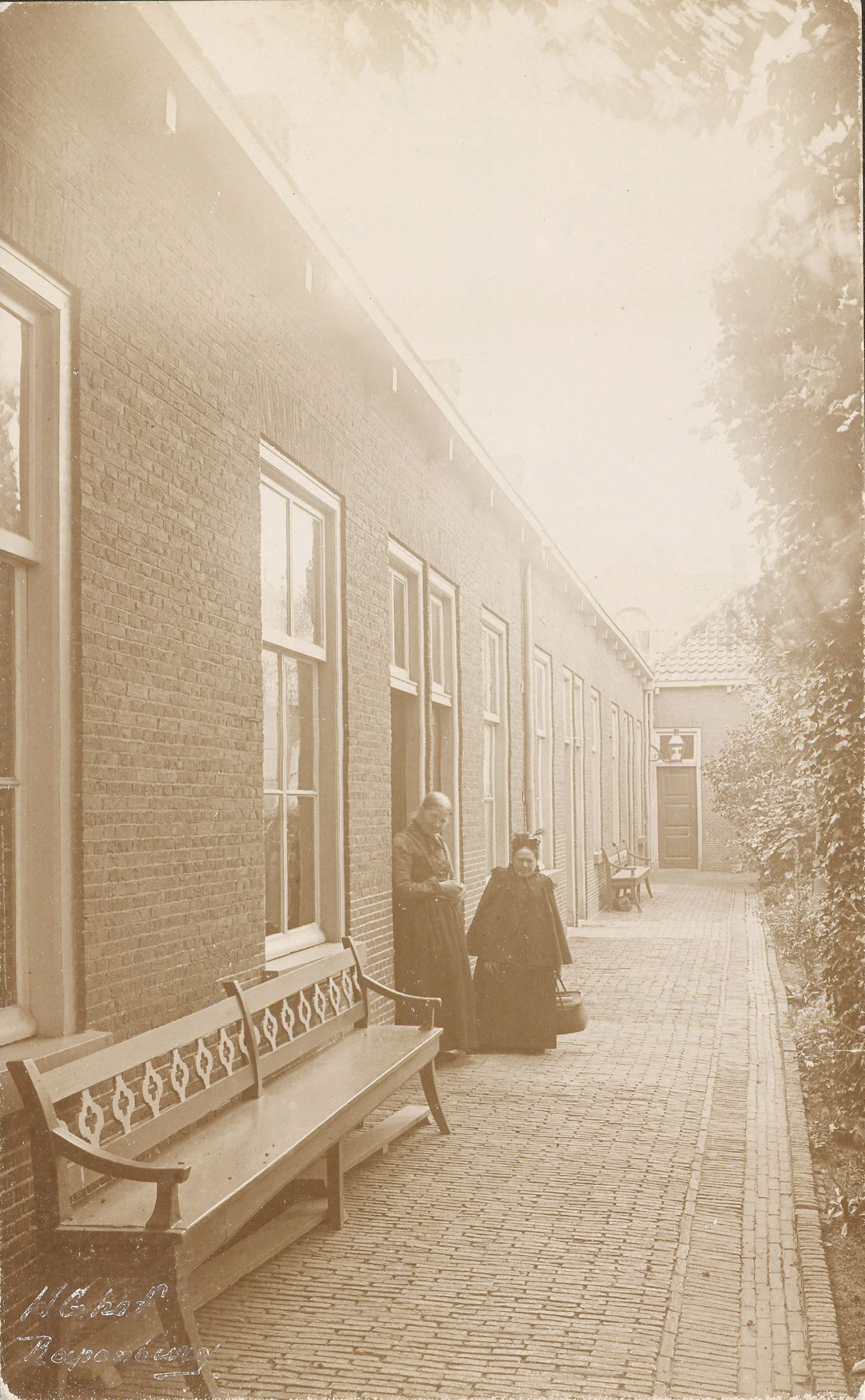
Gezicht op de binnenplaats in 1860

Cornelis Sprongh van Hoogmade stichtte in 1690 een hofje aan de Breestraat. Dat bevond zich naast zijn eigen woning, die een gevelsteen met de een duif voerde, wat een verwijzing naar de Heilige Geest was. Het hofje bood woonruimte aan zeven oude vrouwen, "sijnde weduwe ofte vrijsters" en het werd in 1706 in gebruik genomen, kort na het overlijden van Sprongh. In 1850-52 werd het hofje verplaatst naar de huidige locatie, aan wat toen de Koepoortsgracht heette. Daar was nog ruimte vrij vanwege de buskruitramp van 1807. Tussen 1920 en 1926 tekenden de architecten L. en J.A. van der Laan voor de thans aanwezige gebouwen, verdeeld in vier bouwvolumes. Deze kunnen als traditionele bouw getypeerd worden, in de Oud Hollandse stijl. Boven de ingang bevindt zich een gevelsteen met een duif, opnieuw een verwijzing naar de H. Geest, en op de binnenplaats bevindt zich een pomp.